# Dundo
Dundo (ook wel Dundo-Chitato) is een stad in het noordoosten van Angola, het is de hoofdstad van de provincie Lunda Norte. De stad werd begin 20e eeuw gesticht als mijnstad na de vondst van diamanten in de vallei van de Kwango. Het ligt aan de grens met de Democratische Republiek Congo. 

## Infrastructuur
De stad heeft zijn eigen vliegveld, dat vanaf 2010 steeds verder werd uitgebreid. In 2012 werd een nieuwe terminal in gebruik genomen en in 2014 werd de belangrijkste start- en landingsbaan verlengd om grotere vliegtuigen te kunnen verwerken.
Dundo is verbonden met Saurimo, de hoofdstad van de provincie Lunda Sul, door middel van de EN180.

## Belangrijke gebouwen
Het Dundo Museum, gebouwd in de jaren 1950, herbergt naast een grote collectie traditionele houten maskers en beelden ook een uitgebreide moderne mediacollectie met betrekking tot de plaatselijke bevolking.
In de stad staat ook het Estádio Quintalão, de thuisbasis van GD Sagrada Esperança. 

## Klimaat
Dundo heeft een tropisch savanneklimaat, een Aw-klimaat volgens de Klimaatclassificatie van Köppen